# GSSP Zancleum/Piacenzium
Koordinaten: 37° 17′ 20″ N, 13° 29′ 36″ O
Der in ein stratigraphisches Referenzprofil eingebundene GSSP Zancleum/Piacenzium legt die Grenze zwischen den geologischen Stufen Zancleum und Piacenzium fest. Das Profil befindet sich an der Punta Piccola westlich von Porto Empedocle in  Sizilien. Die Stufengrenze wurde auf 3,596 Millionen Jahre BP datiert.

## Geschichte
Der GSSP (engl. Global Boundary Stratotype Section and Point oder Global Standard Stratotype-section and Point– globales Referenzprofil zur Festlegung von Stufengrenzen) Zancleum/Piacenzium (oft auch nur GSSP Piacenzium bzw. GSSP Unteres/Oberes Pliozän) war im Dezember 1996 von der Subcommission of Neogene Stratigraphy (SNS) der International Commission on Stratigraphy (ICS) vorgeschlagen worden. Er wurde dann im Januar 1997 von der ICS ratifiziert. Wissenschaftlich beschrieben wurde der GSSP von Castradori u. a. im Jahr 1998.

## Beschreibung und Definition
Das Kliff der Punta Piccola liegt an der sizilianischen Südküste westsüdwestlich von Agrigento, an der Straße zwischen Realmonte und Porto Empedocle, etwa 4 Kilometer östlich des Capo Rossello und 3 Kilometer westsüdwestlich von Porto Empedocle. Die aufgeschlossene Abfolge bildet das abschließende Hangende eines zusammengesetzten Profils entlang der Küste (die rund 100 Meter mächtige Rossello Composite Section, bestehend aus den Profilen an der Punta di Maiata, Punta Grande und Punta Piccola), welches zu einem Standard für das Pliozän geworden ist. Die ersten 20 Meter des Liegenden an der Punta Piccola werden aus zyklischen Kalk-Mergel-Wechselfolgen der Trubi-Formation gebildet, im Hangenden folgen dann die Mergel der Monte-Narbone-Formation mit ihren eingeschalteten Sapropelhorizonten. Die Ablagerung der Trubi-Formation erfolgte in 800 bis 1000 Meter Wassertiefe am beckenwärtigen Kontinentalhang und entspricht offen marinen Verhältnissen. Strukturell gehören die Sedimente zum Caltanisetta-Becken der Gela-Decke.
Die Basis des Piacenziums wurde wie folgt definiert:
Sie liegt (in der Trubi-Formation) an der Unterkante der beigen Mergellage des Karbonatzyklus 77 . Dies entspricht Meter 2 im Punta-Piccola-Profil, 17 Meter unterhalb der Monte-Narbone-Formation.

## Datierung und Korrelationen

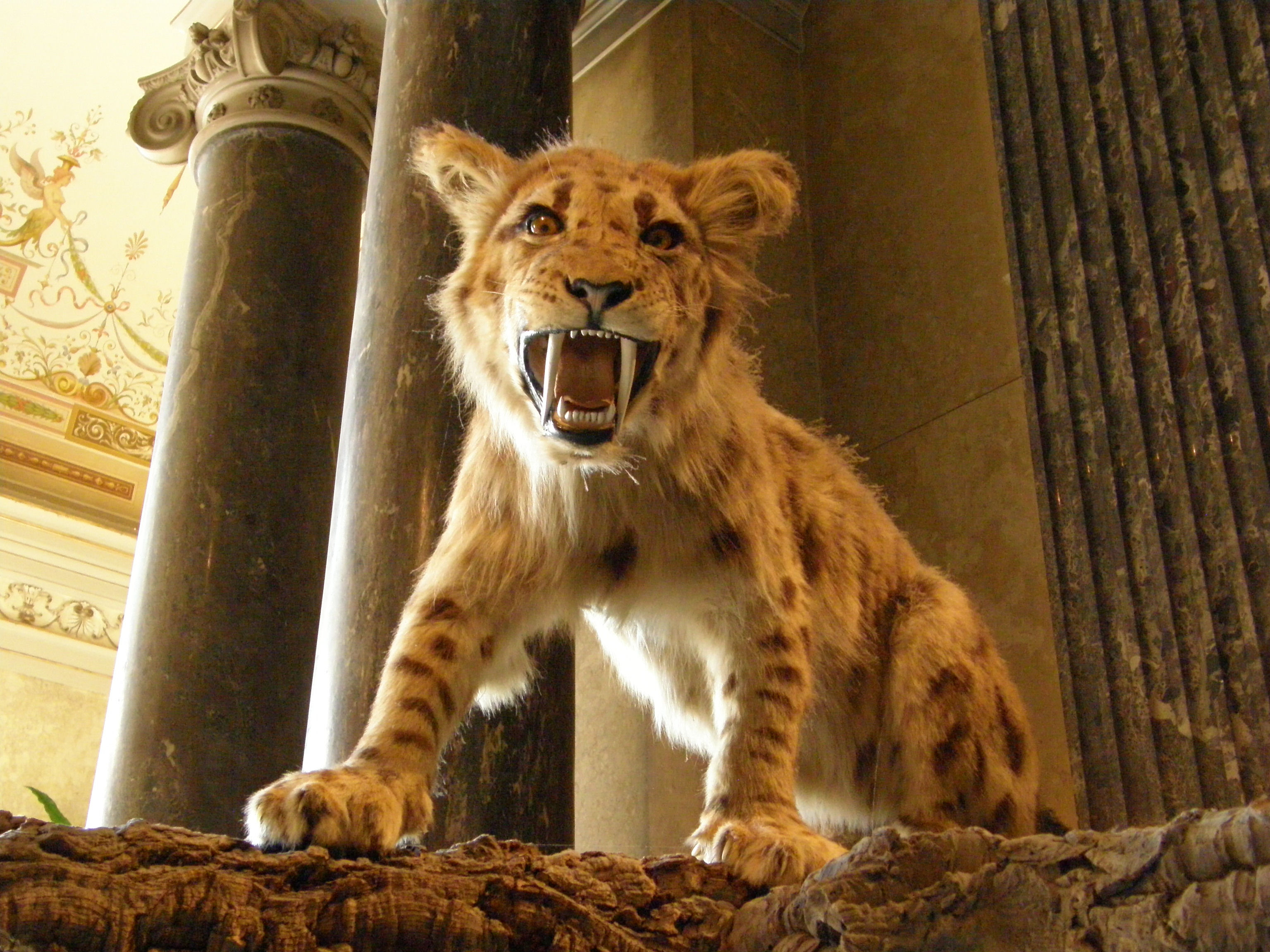
Megantereon verschwand in Nordamerika am GSSP Zancleum/Piacenzium.

Der Karbonatzyklus 77 korreliert mit der Präzessionsexkursion 347, der das astronomische Alter von 3,600 Millionen Jahren BP zugewiesen werden kann.
Die Grenze korreliert ferner mit anderen stratigraphischen Schemata wie folgt:
- Magnetostratigraphie: Die Gilbert-Gauß-Polaritätsumkehr des Erdmagnetfeldes (Chron 2 Ar - Chron 2 An) befindet sich unmittelbar oberhalb des GSSP. Sie gehört zum selben Präzessionszyklus und kann astrochronologisch auf 3,596 Millionen Jahre BP datiert werden[2].
- Sauerstoffisotopenstratigraphie (δ O18): Die Grenze entspricht dem Marinen Isotopenstadium (MIS) MG8.[5] bzw. O-176 (Stadial).[6]
- Biostratigraphie:
  - Foraminiferen: Im Mittelmeerraum erstmaliges Auftreten (FAD) sensu stricto von Globorotalia crassaformis vor 3,60 Millionen Jahren BP[2] und vorübergehendes Verschwinden von Globorotalia puncticulata vor 3,57 Millionen Jahren BP.[7] Im Nordseebereich verschwinden am GSSP Neogloboquadrina atlantica und Neogloboquadrina humerosa. Zur Festlegung der Grenze kann in tiefen und mittleren Breitengraden außerhalb des Mittelmeerraumes auch das letztmalige Auftreten (LO) von Pulleniatina primalis (vor 3,65 Millionen Jahren BP) herangezogen werden.[8] Ferner tritt vor 3,51 Millionen Jahren BP Menardella pertenuis (bzw. Globorotalia pertenuis) zum ersten Mal auf.
Der GSSP befindet sich an der Untergrenze von N 20 oder auch im unteren Abschnitt von Pl 3 bzw. in MPL 4 a.
  - Kalkhaltiges Nannoplankton: Letztmaliges Auftreten von Sphenolithus spp. vor 3,70 oder 3,73 Millionen Jahren BP. Auch Reticulofenestra pseudoumbilicus erschien zum letzten Mal noch vor dem GSSP. Die Hauptverbreitungszeit von Discoaster pentaradiatus ging vor 3,61 oder 3,56 Millionen Jahren BP zu Ende.[7] Der GSSP liegt kurz oberhalb der Untergrenze von NN 16 (NN 16 a) bzw. CN 12 a.
  - Radiolarien: Der GSSP ist zeitgleich mit dem Verschwinden von Lychnodictyum audax und fällt mitten in die Radiolarienzone RN 11 a.
  - Dinoflagellaten: Der GSSP ist fällt mit dem letzten Auftreten von Melitasphaeridium choanophorum zusammen und liegt im unteren Drittel der Dinoflagellatenzone D 21 a.
  - Diatomeen: etwas unterhalb des GSSP erscheint mit dem Beginn der Diatomeenzone NPD 8 zum ersten Mal Neodenticula koizumii.
  - Landsäugetiere:
    - In Nordamerika (NALMMZ): Letztes Auftreten von Megantereon und erstmaliges Erscheinen von Borophagus diversidens, Glyptotherium und Megalonyx leptostomus inmitten des Blancums Bl 3.
    - In Europa (ELMMZ): Der GSSP entspricht dem oberen Ende der Landsäugetierzone MN 15 bzw. dem Oberen Ruscinium.

## Meeresspiegel
Zur Zeit des GSSP befand sich der Meeresspiegel in einer zwischenzeitlichen Regressionsphase zwischen dem Hochstand Za 2 im oberen Zancleum (vor 4,01 Millionen Jahren BP) und dem Tiefstand Pia 1 im unteren Piacenzium (vor 3,27 Millionen Jahren BP). Langfristig war der Meeresspiegel jedoch langsam am Ansteigen.

## Klima
In die Zeit des GSSP Zancleum/Piacenzium fällt eine Klimaverschlechterung mit zurückgehenden Durchschnittstemperaturen und zunehmender Aridifikation.

## Weitere Entsprechungen
Der GSSP Zancleum/Piacenzium entspricht in Europa der Pollenstufe des Oberen Brunssumiums (Brunssumium C), in Kalifornien dem oberen Delmontium und in Australien dem oberen Kalimnum.

## Bedeutung
Der GSSP Zancleum/Piacenzium zeigt eine sehr gute Übereinstimmung zur Gilbert-Gauß-Polaritätsumkehr, die somit zu seiner relativ genauen, stratigraphischen Lokalisierung herangezogen werden kann.